# The Walk (film)
The Walk è un film del 2015 diretto da Robert Zemeckis.
Si tratta di un film biografico che ha come protagonista Joseph Gordon-Levitt nei panni di Philippe Petit, noto funambolo francese, che il 7 agosto 1974 compie la sua più grande impresa: la traversata delle Torri Gemelle del World Trade Center su un cavo d'acciaio senza alcuna protezione.
La pellicola è l'adattamento cinematografico del libro Toccare le nuvole fra le Twin Towers. I miei ricordi di funambolo (To Reach the Clouds), scritto dallo stesso Petit nel 2002, ripubblicato in contemporanea con l'uscita italiana del film col titolo The Walk.
Si tratta della terza opera cinematografica basata sulla traversata di Philippe Petit, dopo il cortometraggio High Wire di Sandi Sissel del 1984 ed il documentario Man on Wire - Un uomo tra le Torri di James Marsh, che vinse il Premio Oscar per il Miglior documentario nel 2009.

## Trama
Anni '70. Philippe Petit è un ventenne francese con una grande passione per il funambolismo e i giochi circensi. Dopo essere stato cacciato di casa dai genitori, che non approvano questo suo interesse, ed essersi trasferito a Parigi, dove ha avuto modo di imparare l'arte dei giochi circensi da Papa Rudy, capostipite di una celebre famiglia di funamboli, si esibisce nei suoi spettacoli nelle piazze della capitale. Un giorno, nello studio di un dentista (in cui si era recato perché si era ferito addentando una biglia in uno dei suoi spettacoli, scambiata per una gomma da masticare), legge su una rivista della costruzione del World Trade Center di New York e delle sue due torri, che, una volta terminate, diventeranno gli edifici più alti del mondo: affascinato, concepisce l'idea di fare una camminata tra le due torri sospeso su un cavo, senza alcuna cintura di sicurezza. Philippe inizia a dedicarsi anima e corpo alla pianificazione dell'impresa, che intende effettuare come un vero e proprio colpo, senza alcun tipo di preavviso, come è solito fare per ogni sua esibizione. Trasferitosi nella città statunitense, con un gruppo di amici progetta ogni mossa, acquisendo ogni dettaglio delle nuove torri, approntando il materiale necessario all'esibizione e assicurandosi di poter trascorrere la notte all'interno del complesso, allo scopo di poter procedere alla traversata alle prime luci del mattino.
Durante una delle sue ispezioni nel cantiere delle Torri, Philippe calpesta accidentalmente un lungo chiodo scoperto, ferendosi a un piede, ma decide di medicarsi con una semplice fasciatura, perché non intende rimandare la sua impresa. Alla fine, il mattino prestabilito, Philippe si prepara a camminare sul filo, consapevole che il minimo errore gli costerebbe la vita. Dopo aver preso coraggio, esegue il primo passo e cammina fino alla torre di fronte, completando la traversata sopra gli occhi dei newyorkesi increduli. A terra Annie, la fidanzata di Philippe (una musicista di strada che il ragazzo aveva incontrato a Parigi, avendo inizialmente un litigio con lei in quanto aveva tentato di esibirsi nella stessa piazza dove lei stava suonando), invita la gente a guardare il funambolo a oltre 400 metri di altezza. Philippe non è ancora soddisfatto e si incammina nuovamente sul cavo verso la torre dalla quale era partito, ma in quel momento giungono i poliziotti su entrambe le torri, così il funambolo non si ferma e inizia a camminare avanti e indietro sul cavo senza mai scendere, con i poliziotti impossibilitati a fare qualsiasi cosa e terrorizzati nel vedere l'esibizione. Il giovane non si limita solo a camminare, ma si inginocchia per salutare la città di New York e il suo pubblico come segno di ringraziamento.
Durante la sua esibizione, Philippe fa anche l'unica cosa che un funambolo non dovrebbe mai fare: si ferma e si siede sul cavo per poi guardare giù, riuscendo tuttavia a rimanere stabile e, addirittura, a distendersi al centro del filo a contemplare il cielo. Dopo circa 45 minuti trascorsi sul cavo, Philippe comprende che è giunto il momento di porre fine alla sua impresa, già riuscita oltre ogni aspettativa, e scende dal cavo, facendosi arrestare dai poliziotti in attesa. Una volta giunto al piano terra, tutti gli operai e i newyorkesi fermatisi ad assistere (anche in mezzo alle strade) lo applaudono, le televisioni impazziscono e il giorno dopo la notizia giunge in ogni angolo del mondo. Philippe viene rilasciato quasi immediatamente dopo che il giudice, anziché condannarlo, gli impone come pena simbolica di esibirsi tutti i giorni in una traversata per i bambini a Central Park, a pochi metri di altezza. Philippe decide di rimanere a vivere a New York e la società che gestisce le Torri gli concede un pass a vita per il tetto delle Twin Towers.

## Produzione
Il 23 gennaio 2014 vengono annunciati l'avvio del progetto e il nome del regista, Robert Zemeckis, che oltre a dirigere, co-scriverà il film.
Il titolo di lavorazione del progetto era inizialmente To Reach the Clouds, e successivamente To Walk the Clouds.

### Riprese
Le riprese del film si sono svolte a Montréal, in Canada. Sono iniziate il 26 maggio 2014 e sono terminate il 6 agosto.

### Cast
All'avvio della produzione, il regista Zemeckis ha confermato di volere fortemente Joseph Gordon-Levitt come protagonista della pellicola, il quale viene confermato nel ruolo il 24 febbraio successivo. Nel mese di aprile si uniscono al cast gli attori Charlotte Le Bon, Ben Kingsley e James Badge Dale, mentre Steve Valentine entra nel cast il 7 maggio e Ben Schwartz il 20 maggio.

## Distribuzione
Il primo trailer del film viene diffuso il 9 dicembre 2014, seguito poco dopo dal teaser trailer italiano.
La pellicola è stata distribuita nelle sale cinematografiche statunitensi a partire dal 9 ottobre 2015 ed in quelle italiane dal 22 ottobre dello stesso anno.

## Riconoscimenti
- 2016 - Satellite Awards[13][14]
  - Migliori effetti visivi
- 2015 - Critics' Choice Movie Award[15]
  - Candidatura per i migliori effetti visivi